# Heterosoma lemoulti
Heterosoma lemoulti är en skalbaggsart som beskrevs av Olsoufieff 1925. Heterosoma lemoulti ingår i släktet Heterosoma och familjen Cetoniidae. Inga underarter finns listade i Catalogue of Life.